# LGBT社群

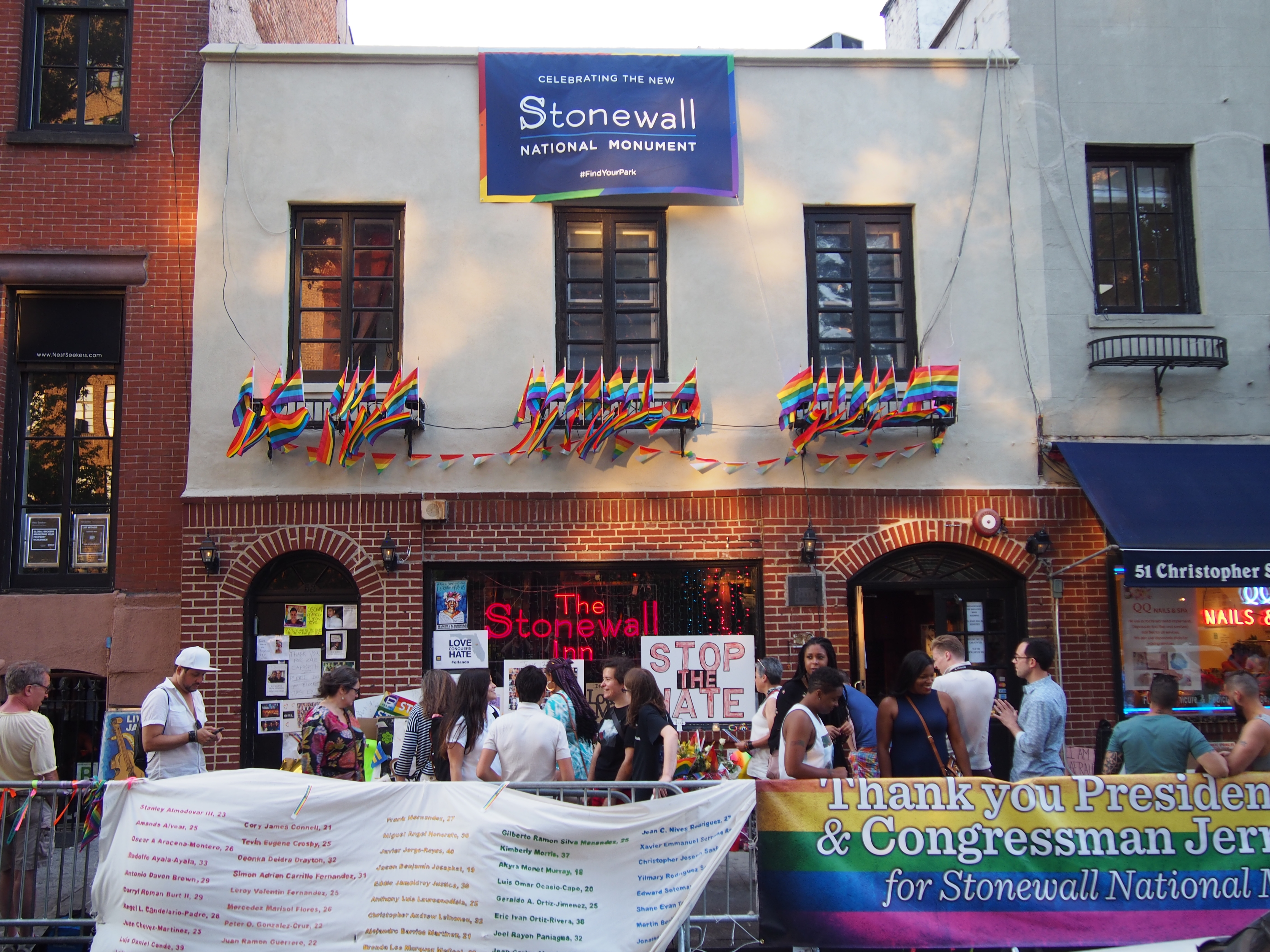
同性恋社群

為了對長期以來的恐同暴力、仇恨與压迫進行直接的社会反抗，同性恋者、双性恋者與跨性別者形成了一个次文化，通常被称为同性恋社群／族群或同志社群／族群（或者是LGBT或酷兒社群／族群）。
由于社群本身内部的多样性，同性恋社群又分成了各式各樣的次社群。其中比較為人所知的有：女同性戀社群、跨性別社群、異裝社群、瑞舞社群等等。
許多性少眾社群的成員非常重視这個社群的價值，他們感受到在社群内自尊與差異是受到頌揚與尊重的。过去必须面对仇恨的人在這裡會得到認同感，以及能夠自由地發展他們剛開始萌芽的性意識。通常人们會对這個社群有很高的忠诚度與政治參與度。
有些人則对这個文化環境中無法產生認同或者感到压抑，并且批评他们感受到的是從眾與搞小團體。例如后现代主义（postmodernist）的同性恋者就常常认为同性恋社群只不过是另一种形式的社会结构。